# عبدالهادی نعمان
عبدالهادی نعمان (انگلیسی: Abdulhadi Nuaman؛ زادهٔ ۲۱ اوت ۱۹۹۶) یک ورزشکار است.